# Sung Jing-sing
Sung Jing-sing (čínsky pchin-jinem Sòng Yìngxīng, znaky zjednodušené 宋应星, tradiční 宋應星; 1587–1666), narozený v I-čchunu v provincii Ťiang-si, byl čínský vědec a encyklopedista žijící v Číně na sklonku mingské éry, autor obsáhlé technické encyklopedie Tchien-kung kchaj-wu, vysoce oceňované britským sinologem a historikem čínské vědy a techniky Josephem Needhamem.

## Jméno
Sung Jing-sing používal zdvořilostní jméno Čchang-keng (čínsky pchin-jinem Chánggēng, znaky zjednodušené 长庚, tradiční 長庚).

## Život a dílo

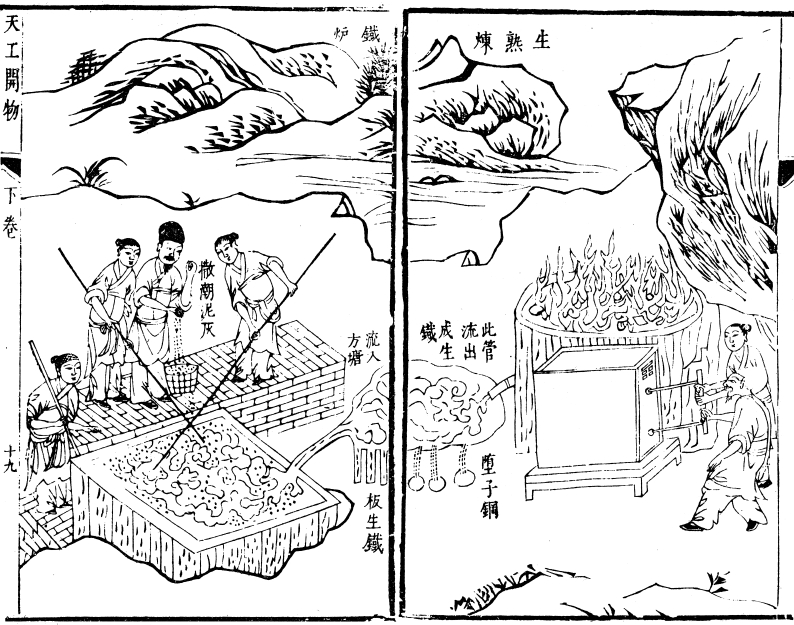
Vlevo pudlování, vpravo havíři u vysoké pece. Ilustrace encyklopedie Tchien-kung kchaj-wu, 1637

Sung Jing-sing dosáhl pouze skromné kariéry. Narodil se roku 1587 v nevýznamné rodině provinční džentry. Roku 1615, v osmadvaceti letech, složil provinční úřednické zkoušky. U metropolitních zkoušek ale opakovaně propadl, neuspěl ani napopáté roku 1631. Poté působil v nižších funkcích v provinční správě a věnoval se svému vědeckému a encyklopedickému dílu. Po pádu dynastie Ming roku 1644 odešel ze státní správy.
Sung Jing-singovým nejznámějším dílem je encyklopedie Tchien-kung kchaj-wu (天工開物, Zužitkování děl přírody) publikovaná roku 1637. Encyklopedie popisuje širokou škálu nejrůznějších mechanismů, strojů a pomůcek používaných v tehdejší Číně. Vypočítává nejrůznější mechanické a hydraulické stroje používané v zemědělství a zavlažování, plavební technologie včetně typů lodí a potápěčského vybavení, postupy výroby hedvábí a tkaní látek, stejně jako produkci cukru a soli, metalurgické znalosti, výrobu střelného prachu, používaného mimo jiné k výrobě námořních min. Nezanedbává ani popis těžby rud a výroby kovů.